# Ardenay-sur-Mérize

Ardenay-sur-Mérize este o comună în departamentul Sarthe, Franța. În 2009 avea o populație de 471 de locuitori.